# Edward R. Murrow
Edward R. Murrow (Greensboro, 1908. április 25. – Pawling, 1965. április 27.) Grammy-díjas amerikai rádiós-tévés műsorvezető.

## Életrajz
Egbert Roscoe Murrow néven született az észak-karolinai Guilford megyei Polecat Creek-ben 1908. április 25-én. A Washingtoni Állami Főiskolán diplomázott 1930-ban beszéd- és szónoklástanból, majd New York városába költözött, és a Nemzeti Diákszövetségnél (National Student Federation) kezdett dolgozni. Később a Nemzetközi Oktatási Intézet (Institute of International Education) igazgatóhelyettese 1932–1935 között. Ez idő alatt vette feleségül Janet Huntington Brewstert, akivel egy gyermekük született.

## Karrier
Murrow 1935-ben kezdte karrierjét a CBS-nél. 2 évvel később a CBS európai irodájának igazgatója lett Londonban, ahol maga köré gyűjtött egy riporterekből álló csoportot, olyan nevekkel, akik fronttudósításaik miatt népszerűek voltak az Amerikai Egyesült Államokban. A háború után Murrow visszament az Államokba, elvállalta a CBS alelnöki és a közügyekért felelős igazgatói posztját, de lemondott, hogy visszatérhessen a rádiós híradáshoz. Fred Frindley-val együtt készítette a Hear it Now című sorozatot, (1950-től 1951-ig), továbbá ő volt a műsor házigazdája is. A show népszerűsége miatt Murrow visszakerült a televízióba, a csapat pedig átdolgozta a programot tévére, amely ezután See it Now címmel futott. A műsor a tévézés történetében az első élő, a keleti és nyugati partról is egyidejűleg fogható adás lett. Murrow Milo Radulovich-ról szóló műsora, amely végül elvezetett a McCarthy szenátorral 1954-ben készített legendás adáshoz, sokak szerint nemcsak a szenátor kommunista szimpatizánsok ellen viselt kampányának fordulópontját jelentette, hanem egyben a televíziózás történetének fordulópontja is volt. Ebben az időszakban Murrow a Person To Person című műsort is vezette, melyben olyan hírességekkel készített kötetlen beszélgetéseket, mint Marilyn Monroe és John Steinbeck. Ezt a műsorát a See it Now befejezése után (1958) még egy évig folytatta, és ugyanebben az esztendőben egy másik innovatív műsor, a Small World  című show gyártásába is belekezdett, amely nemzetközi politikai szereplők közti vitákat közvetített. 1961-ben lépett ki a CBS-től, amikor John F. Kennedy elnök kinevezte az Amerikai Nemzeti Hírügynökség (U.S. Information Agency) élére, ahol 1964-ig töltötte be ezt a pozíciót. Murrow 1965. április 27-én halt meg tüdőrákban.

## Róla
Murrow-ról George Clooney készített filmet Good Night, and Good Luck címmel 2005-ben, amelyben felelevenítik Murrow azon időszakát, amikor megpróbálta leleplezni a McCharty szenátor által vezetett, Amerika-ellenes tevékenységet vizsgáló bizottság igazi arcát, amely végül sikerrel járt. Murrow-t a filmben David Strathairn alakította, akit többek közt Oscar-díjra jelöltek a filmben nyújtott alakításáért.